# Zobotrebec
Zobotrebec tanka je paličica iz lesa, ki je dolga 7 do 10 cm in ima profil kroga (če je izdelan s stružnico) - ali pa profil nedoločene koničaste oblike, kadar gre za ročno delo tradicionalnih proizvajalcev (v Sloveniji npr. Ribnica, Rob, Golo, Škrilje). Če je ročno izdelan je iz leskovine, strojno izdelani pa po navadi iz bukve. Ta pripomoček je namenjen čiščenju ostankov hrane izza zob, oziroma čiščenju presredkov med zobmi. Je obvezen del servirnega pribora ob pogrinjku (sol, poper in zobotrebci).